# Municipio Roma VI
Il Municipio Roma VI delle Torri (ex VIII) è la sesta suddivisione amministrativa di Roma Capitale.
Fu istituito dall'Assemblea Capitolina, con la delibera n. 11 dell'11 marzo 2013 in sostituzione del preesistente Municipio Roma VIII, anch'esso detto "delle Torri".

## Società

### Enti
- Policlinico Tor Vergata, su viale Oxford.
- Policlinico Casilino, su via Casilina angolo via Pietro Belon.
- Poliambulatori Asl Roma 2 (ex RM/B).

Sedi su via Duilio Cambellotti, via della Tenuta di Torrenova e via Torricella Sicura.

## Cultura

### Biblioteche
- Borghesiana - largo Monreale, snc
- Cubo Libro - largo Ferruccio Mengaroni, snc
- Casale Ponte di Nona - via Raoul Chiodelli, 103/105
- "Collina della Pace" borgata Finocchio, Via Bompietro, 16

### Scuole superiori
- I. I. S. Edoardo Amaldi: Liceo Scientifico, Linguistico e Classico
- I. I. S. Pertini-Falcone, Via Lentini 78: Liceo Scientifico delle Scienze Applicate, Tecnico-Economico, Professionale Produzioni Audiovisive e Moda
- I. T. A. Emilio Sereni: Tecnico Agrario

### Università
- Università degli Studi di Roma Tor Vergata, su via Orazio Raimondo.

### Cinema
- Uci Cinemas Roma Est, su via Collatina, interno al centro commerciale Roma Est.

### Teatri
- Teatro Tor Bella Monaca, su via Bruno Cirino.

## Geografia antropica

### Suddivisioni storiche
Nel territorio del Municipio insistono i seguenti comprensori toponomastici di Roma Capitale:
Zone
- Z. IX Acqua Vergine, Z. X Lunghezza, Z. XI San Vittorino, Z. XII Torre Spaccata, Z. XIII Torre Angela, Z. XIV Borghesiana, Z. XV Torre Maura, Z. XVI Torrenova (parte) e Z. XVII Torre Gaia (parte)

### Suddivisioni amministrative
La suddivisione urbanistica del territorio comprende le otto zone urbanistiche dell'ex Municipio Roma VIII. La sua popolazione è così distribuita:
| Municipio Roma VI delle Torri | Municipio Roma VI delle Torri | Municipio Roma VI delle Torri | Municipio Roma VI delle Torri |
| Denominazione                 | Superficie                    | Abitanti                      |                               |
| ----------------------------- | ----------------------------- | ----------------------------- | ----------------------------- |
| 8B Torre Maura                | 2,74 km²                      | 19 539                        |                               |
| 8C Giardinetti-Tor Vergata    | 8,84 km²                      | 20 076                        |                               |
| 8D Acqua Vergine              | 11,32 km²                     | 7 220                         |                               |
| 8E Lunghezza                  | 12,56 km²                     | 36 736                        |                               |
| 8F Torre Angela               | 16,57 km²                     | 87 397                        |                               |
| 8G Borghesiana                | 23,65 km²                     | 51 826                        |                               |
| 8H San Vittorino              | 36,47 km²                     | 13 894                        |                               |
| Non localizzati               | –                             | 6 809                         |                               |
| Totale                        | 112,15 km²                    | 243 497                       |                               |

### Frazioni
Nel territorio del Municipio insistono le seguenti frazioni di Roma Capitale:
- Borghesiana, Castelverde, Centro Serena, Colle degli Abeti, Colle del Sole, Colle Aperto, Colle Monfortani, Colle Prenestino, Colle Regillo, Corcolle, Finocchio, Fosso San Giuliano, Giardinetti, Giardini di Corcolle, Lunghezza, Osa, Pantano Borghese, Ponte di Nona, Prato Fiorito, Rocca Cencia, San Vittorino, Tor Bella Monaca, Tor Vergata, Torre Angela, Valle Castiglione, Villa Verde, Villaggio Breda, Villaggio Falcone, Villaggio Prenestino

## Infrastrutture e trasporti
|  | È raggiungibile dalle stazioni di Lunghezza e Ponte di Nona. |

## Amministrazione
| Periodo | Periodo   | Primo cittadino         | Partito              | Carica     | Note   |
| ------- | --------- | ----------------------- | -------------------- | ---------- | ------ |
| 2006    | 2008      | Fabrizio Scorzoni       | Partito Democratico  | Presidente |        |
| 2008    | 2013      | Massimiliano Lorenzotti | Popolo delle Libertà | Presidente |        |
| 2013    | 2016      | Marco Scipioni          | Partito Democratico  | Presidente |        |
| 2016    | 2021      | Roberto Romanella       | Movimento 5 Stelle   | Presidente | [ 11 ] |
| 2021    | In carica | Nicola Franco           | Fratelli d'Italia    | Presidente |        |